# Robbert de Greef
Robbert de Greef (Geldrop, 27 augustus 1991 – Antwerpen, 26 april 2019) was een Nederlands wielrenner.

## Carrière
In 2017 behaalde De Greef zijn enige UCI-overwinning toen hij in de Kernen Omloop Echt-Susteren de sprint-à-deux won van Morten Hulgaard. In 2018 werd hij prof bij Roompot-Nederlandse Loterij.
De Greef werd op 30 maart 2019 tijdens de Omloop van de Braakman getroffen door een hartstilstand en werd daarna in coma gehouden in het ziekenhuis in Antwerpen. Daar overleed hij op 26 april aan een hersenbloeding.

## Overwinningen
2013
Witte Kruis Classic
2015
Ronde van Zuid-Holland
2016
Paardenmarktronde (Alblasserdam)
2017
Ronde van Oploo
Kernen Omloop Echt-Susteren

## Ploegen
2012 –  Baby-Dump–Lemmerns–Wilvo
2012 –  Cyclingteam Jo Piels (stagiair vanaf 1 augustus)
2013 –  Cyclingteam Jo Piels
2014 –  KOGA Cycling Team
2015 –  Cyclingteam Join-S|De Rijke
2016 –  Cyclingteam Join-S|De Rijke
2017 –  Baby-Dump Cyclingteam
2018 –  Roompot-Nederlandse Loterij
2019 –  Alecto Cycling Team
Celi · Doets · van der Duin · de Greef · Hooghiemster · Kers · de Kleijn · Korevaar · Oostra · Ottema · Sweering · Timmermans · van Sintmaartensdijk (stagiair)
Ariesen · Asselman · Budding · van Empel · Gerts · van Ginneken · van Goethem · de Greef · van der Hoorn · Ligthart · van der Lijke · Meijers · Reinders · Riesebeek · van Schip · Vermeltfoort · Weening · Wippert